# Воля-Студзенська-Кольонія
Воля-Студзенська-Кольонія (пол. Wola Studzieńska-Kolonia) — село в Польщі, у гміні Батож Янівського повіту Люблінського воєводства.
Населення — 190 осіб (2011).
У 1975-1998 роках село належало до Тарнобжезького воєводства.

## Демографія
Демографічна структура станом на 31 березня 2011 року:
|          | Загалом | Допрацездатний вік | Працездатний вік | Постпрацездатний вік |
| -------- | ------- | ------------------ | ---------------- | -------------------- |
| Чоловіки | 100     | 20                 | 67               | 13                   |
| Жінки    | 90      | 12                 | 44               | 34                   |
| Разом    | 190     | 32                 | 111              | 47                   |